# Pierre Michel Audiard
Pierre Michel Audiard (París, França, 15 de maig de 1920 – Dourdan, França, 27 de juliol de 1985) va ser un guionista i director cinematogràfic francès. Inspirat en la broma dels parisencs, els diàlegs de Michel Audiard són un dels millors testimoniatges de la irreverència pròpia de la dècada de 1960.

## Biografia
Nascut a París, França, va ser el pare del director cinematogràfic francès Jacques Audiard.
Apassionat des de molt jove per la literatura i el cinema, es va forjar una sòlida cultura llegint a Rimbaud, Proust i Céline, i descobrint els diàlegs de Henri Jeanson i de Jacques Prévert. Igualment enamorat de la bicicleta, entrenant va conèixer a André Pousse, que el va introduir en l'ofici d'actor.
El 3 de maig de 1947 es va casar amb Marie-Christine Guibert, amb la qual va tenir dos fills: François (1949 - 1975) i Jacques (1952).
Passada la Segona Guerra Mundial es va guanyar la vida com a repartidor de periòdics, la qual cosa li va permetre apropar-se al periodisme. Va entrar en l' Étoile du soir, periòdic en el qual va iniciar una sèrie d'articles sobre Àsia, que escrivia en els taulells de petits restaurants parisencs. En descobrir-se la impostura va ser ràpidament acomiadat, fent-se llavors crític de Cinévie. El 1949 el director André Hunebelle li va encarregar escriure la història d'un film policíac, Mission à Tanger, al que van seguir altres pel·lícules, entre elles adaptacions al cinema de novel·les (Le Passe-muraille, Les Trois Mousquetaires). La seva fama es va estendre i, el 1955, va conèixer a Jean Gabin, que li va proposar escriure el guió de Gas-oil. Així va començar una col·laboració de set anys i 17 films, amb grans èxits com Les Grands Familles, Les Vieux de la vieille, Le Baron de l'écluse, Un singe en hiver, Babette s'en va-t-en guerre i Un taxi pour Tobrouk.
Michel Audiard era en aquest moment un guionista popular, guanyant-se la ira dels joves cineastes de la Nouvelle vague, ja que simbolitzava per a ells el «cinema de papà». El 1963, després d'haver discutit amb Jean Gabin, va escriure per a Jean-Paul Belmondo (Cent mille dollars au soleil de Henri Verneuil) i per a altres actors de talent, com va ser el cas de Lino Ventura, Francis Blanche, Bernard Blier, Jean Lefebvre, (Les Tontons flingueurs i Les Barbouzes). No obstant això, les diferències amb Jean Gabin no van durar molt i es van retrobar el 1967 per rodar Le Pacha, col·laborant ocasionalment més endavant (Sous le signe du taureau de Gilles Grangier o Le drapeau noir flotte sur la marmite).
El 1966, va començar la seva carrera com a director i va realitzar pel·lícules els títols de les quals es troben entre els més llargs del cinema francès: Double elle boit pas, double elle fume pas, double elle drague pas, mais... double elle cause !, Faut pas prendre les enfants du bon Dieu pour des canards sauvages. Però després d'un documental i vuit pel·lícules de discret èxit, va decidir tornar a la seva veritable vocació.
El 19 de gener de 1975, mentre treballava amb el director Philippe de Broca en el guió de L'Incorrigible, va rebre un dur cop en conèixer que el seu fill François havia mort a causa d'un accident de trànsit. Des de llavors Audiard va conservar una profunda tristesa, que es va reflectir en una tonalitat més ombrívola en els seus guions (Garde à vue i Mortelle randonnée), encara que també va col·laborar en grans èxits populars com Le Grand Escogriffe, Tendre Poulet, Le Guignolo, Le Professionnel o Canicule.
El 1978 va publicar una novel·la, parcialment autobiogràfica, La nuit, le jour et toutes les autres nuits, per la qual va rebre el Premi des Quatre jurys. El 1982 va aconseguir el reconeixement del món cinematogràfic en rebre el César al millor guió original o adaptació per la seva pel·lícula de 1982 Garde à vue.
Michel Audiard va morir el 1985 a la seva casa a Dourdan, França, a causa d'un càncer. Tenia 65 anys. Va ser enterrat en el Cementiri de Montrouge.

## Filmografia
| Any  | Títol                                                       | Direcció                                        | Funció                                                                   |
| ---- | ----------------------------------------------------------- | ----------------------------------------------- | ------------------------------------------------------------------------ |
| 1949 | Mission à Tanger                                            | André Hunebelle                                 | Guió, adaptació, diàlegs                                                 |
| 1949 | On n'aime qu'une fois                                       | Jean Stelli                                     | Guió adaptat                                                             |
| 1950 | Brune ou blonde                                             | Jacques Garcia                                  | Guió, diàlegs Curtmetratge                                               |
| 1950 | Méfiez-vous des blondes                                     | André Hunebelle                                 | Guió, adaptació, diàlegs                                                 |
| 1951 | Vedettes sans maquillage                                    | Jacques Guillon                                 | Guió Curtmetratge                                                        |
| 1951 | Une histoire d'amour                                        | Guy Lefranc                                     | Guió, adaptació, diàlegs                                                 |
| 1951 | Garou-Garou, le passe-muraille                              | Jean Boyer                                      | Adaptació, diàlegs                                                       |
| 1951 | Caroline chérie                                             | Richard Pottier                                 | No surt als crèdits                                                      |
| 1951 | Ma femme est formidable                                     | André Hunebelle                                 | No surt als crèdits                                                      |
| 1951 | Massacre en dentelles                                       | André Hunebelle                                 | Guió, adaptació, diàlegs                                                 |
| 1951 | L'Homme de ma vie                                           | Guy Lefranc                                     | Adaptació                                                                |
| 1951 | Bim le petit âne                                            | Albert Lamorisse                                |                                                                          |
| 1952 | Adorables Créatures                                         | Christian-Jaque                                 | No surt als crèdits                                                      |
| 1952 | Pour vous, mesdames                                         | Jacques Garcia                                  | Diàlegs                                                                  |
| 1952 | Elle et moi                                                 | Guy Lefranc                                     | Adaptació, diàlegs                                                       |
| 1952 | Le Feu quelque part                                         | Pierre Foucaud                                  | Guió Curtmetratge                                                        |
| 1952 | Le Duel à travers les âges                                  | Pierre Foucaud                                  | Guió Curtmetratge                                                        |
| 1953 | Les Dents longues                                           | Daniel Gélin                                    | Adaptació, diàlegs                                                       |
| 1953 | Quai des blondes                                            | Paul Cadéac                                     | Guió                                                                     |
| 1953 | Els tres mosqueters (Les Trois Mousquetaires)               | André Hunebelle                                 | Guió, diàlegs                                                            |
| 1953 | L'Ennemi public numéro un                                   | Henri Verneuil                                  | Adaptació, diàlegs                                                       |
| 1954 | Destinées                                                   | Christian-Jaque Jean Delannoy Marcello Pagliero | No surt als crèdits                                                      |
| 1954 | Sang et lumières                                            | Georges Rouquier                                | Diàlegs                                                                  |
| 1954 | Les Gaietés de l'escadron                                   | Paolo Moffa                                     | Guió, diàlegs                                                            |
| 1954 | Poisson d'avril                                             | Gilles Grangier                                 | Adaptació, diàlegs                                                       |
| 1955 | Série noire                                                 | Pierre Foucaud                                  | Diàlegs                                                                  |
| 1955 | Gas-oil                                                     | Gilles Grangier                                 | Adaptació, diàlegs                                                       |
| 1956 | Jusqu'au dernier                                            | Pierre Billon                                   | Diàlegs                                                                  |
| 1956 | Le Sang à la tête                                           | Gilles Grangier                                 | Adaptació, diàlegs                                                       |
| 1956 | Mannequins de Paris                                         | André Hunebelle                                 | Adaptació, diàlegs                                                       |
| 1956 | Courte tête                                                 | Norbert Carbonnaux                              | Diàlegs                                                                  |
| 1957 | Le rouge est mis                                            | Gilles Grangier                                 | Guió                                                                     |
| 1957 | Mort en fraude                                              | Marcel Camus                                    | Guió, diàlegs                                                            |
| 1957 | Trois Jours à vivre                                         | Gilles Grangier                                 | Guió, diàlegs                                                            |
| 1957 | Retour de manivelle                                         | Denys de La Patellière                          | Diàlegs                                                                  |
| 1957 | Maigret tend un piège                                       | Jean Delannoy                                   | Guió, diàlegs                                                            |
| 1957 | Jusqu'au dernier                                            | Pierre Billon                                   | Diàlegs                                                                  |
| 1958 | Les Misérables                                              | Jean-Paul Le Chanois                            | Guió, diàlegs                                                            |
| 1958 | Le Désordre et la Nuit                                      | Gilles Grangier                                 | Adaptació, diàlegs                                                       |
| 1958 | Les Grandes Familles                                        | Denys de la Patellière                          | Guió, diàlegs                                                            |
| 1958 | Marchands de rien                                           | Daniel Lecomte                                  | Guió Curtmetratge                                                        |
| 1959 | Le fauve est lâché                                          | Maurice Labro                                   | No surt als crèdits                                                      |
| 1959 | Archimède le clochard                                       | Gilles Grangier                                 | Adaptació, diàlegs                                                       |
| 1959 | Pourquoi viens-tu si tard ?                                 | Henri Decoin                                    | Diàlegs                                                                  |
| 1959 | Maigret et l'affaire Saint-Fiacre                           | Jean Delannoy                                   | Diàlegs                                                                  |
| 1959 | 125, rue Montmartre                                         | Gilles Grangier                                 | Diàlegs                                                                  |
| 1959 | Rue des prairies                                            | Denys de la Patellière                          | Guió, diàlegs                                                            |
| 1959 | Babette s'en va-t-en guerre                                 | Christian-Jaque                                 | Diàlegs                                                                  |
| 1959 | Les Yeux de l'amour                                         | Denys de la Patellière                          | Diàlegs                                                                  |
| 1959 | Vel d'Hiv'                                                  | Guy Blanc                                       | Guió Curtmetratge                                                        |
| 1959 | La Bête à l'affût                                           | Pierre Chenal                                   | Guió                                                                     |
| 1959 | Péché de jeunesse                                           | Louis Duchesne                                  | Guió                                                                     |
| 1960 | Le Baron de l'écluse                                        | Jean Delannoy                                   | Diàlegs                                                                  |
| 1960 | La Française et l'Amour sketch L'Adultère                   | Henri Verneuil                                  | Diàlegs                                                                  |
| 1960 | Les Vieux de la vieille                                     | Gilles Grangier                                 | Adaptació, diàlegs                                                       |
| 1960 | Spécial Noël: Jean Gabin (TV)                               | Frédéric Rossif                                 | Guió                                                                     |
| 1960 | Un taxi pour Tobrouk                                        | Denys de la Patellière                          | Diàlegs                                                                  |
| 1961 | Les lions sont lâchés                                       | Henri Verneuil                                  | Diàlegs                                                                  |
| 1961 | Le Président                                                | Henri Verneuil                                  | Adaptació, diàlegs                                                       |
| 1961 | Les Amours célèbres sketch Les Comédiennes                  | Michel Boisrond                                 | Diàlegs                                                                  |
| 1961 | Le cave se rebiffe                                          | Gilles Grangier                                 | Adaptació, diàlegs                                                       |
| 1961 | Le Bateau d'Émile                                           | Denys de la Patellière                          | Adaptació, diàlegs                                                       |
| 1962 | Un singe en hiver                                           | Henri Verneuil                                  | Diàlegs                                                                  |
| 1962 | Le Gentleman d'Epsom                                        | Gilles Grangier                                 | Adaptació, diàlegs                                                       |
| 1962 | El diable i els Deu Manaments esquetx Tu ne déroberas point | Julien Duvivier                                 | Diàlegs                                                                  |
| 1962 | Le Voyage à Biarritz                                        | Gilles Grangier                                 | Guió                                                                     |
| 1963 | Mélodie en sous-sol                                         | Henri Verneuil                                  | Guió, diàlegs                                                            |
| 1963 | Carambolages                                                | Marcel Bluwal                                   | Diàlegs                                                                  |
| 1963 | Les Tontons flingueurs                                      | Georges Lautner                                 | Diàlegs                                                                  |
| 1963 | Teuf-teuf (TV)                                              | Georges Folgoas                                 | Guió                                                                     |
| 1963 | Des pissenlits par la racine                                | Georges Lautner                                 | Diàlegs                                                                  |
| 1963 | Cent mille dollars au soleil                                | Henri Verneuil                                  | Diàlegs                                                                  |
| 1964 | Les Barbouzes                                               | Georges Lautner                                 | Guió, diàlegs                                                            |
| 1964 | Une foule enfin réunie                                      | Monique Chapelle                                | Guió Curtmetratge                                                        |
| 1964 | Un drôle de caïd o Une souris chez les hommes               | Jacques Poitrenaud                              | Adaptació, diàlegs                                                       |
| 1964 | Par un beau matin d'été                                     | Jacques Deray                                   | Diàlegs                                                                  |
| 1964 | La Chasse à l'homme                                         | Edouard Molinaro                                | Guió                                                                     |
| 1965 | La Métamorphose des cloportes                               | Pierre Granier-Deferre                          | Guió, diàlegs                                                            |
| 1965 | Quand passent les faisans                                   | Edouard Molinaro                                | Diàlegs                                                                  |
| 1965 | Les Bons Vivants                                            | Gilles Grangier & Georges Lautner               | Guió, adaptació, diàlegs                                                 |
| 1965 | L'Arme à gauche                                             | Claude Sautet                                   | No surt als crèdits                                                      |
| 1966 | Sale temps pour les mouches                                 | Guy Lefranc                                     | Guió, diàlegs                                                            |
| 1966 | Ne nous fâchons pas                                         | Georges Lautner                                 | Guió, diàlegs                                                            |
| 1966 | Tendre voyou                                                | Jean Becker                                     | Diàlegs                                                                  |
| 1967 | La Grande Sauterelle                                        | Georges Lautner                                 | Guió, diàlegs                                                            |
| 1967 | Un idiot à Paris                                            | Serge Korber                                    | Guió                                                                     |
| 1967 | Toutes folles de lui                                        | Norbert Carbonnaux                              | Diàlegs                                                                  |
| 1967 | Johnny Banco                                                | Yves Allégret                                   | Diàlegs                                                                  |
| 1967 | Fleur d'oseille                                             | Georges Lautner                                 | Guió                                                                     |
| 1967 | Max le débonnaire                                           | Gilles Grangier, Yves Allégret y Jacques Deray  | Guió Sèrie de televisió                                                  |
| 1968 | La Petite Vertu                                             | Serge Korber                                    | Guió, diàlegs                                                            |
| 1968 | Le Pacha                                                    | Georges Lautner                                 | Guió, diàlegs                                                            |
| 1969 | Sous le signe du taureau                                    | Gilles Grangier                                 | Adaptació, diàlegs                                                       |
| 1973 | Baxter !                                                    | Lionel Jeffries                                 | Guió                                                                     |
| 1974 | OK patron                                                   | Claude Vital                                    | No surt als crèdits                                                      |
| 1975 | L'Incorrigible                                              | Philippe de Broca                               | Guió, diàlegs                                                            |
| 1976 | Le Grand Escogriffe                                         | Claude Pinoteau                                 | Diàlegs                                                                  |
| 1976 | Le Corps de mon ennemi                                      | Henri Verneuil                                  | Guió, diàlegs                                                            |
| 1977 | Mort d'un pourri                                            | Georges Lautner                                 | Guió, diàlegs Nominació − César al millor guió original o adaptació      |
| 1977 | L'Animal                                                    | Claude Zidi                                     | Guió, diàlegs                                                            |
| 1978 | Le Cavaleur                                                 | Philippe de Broca                               | Guió, diàlegs                                                            |
| 1978 | Tendre poulet                                               | Philippe de Broca                               | Guió, diàlegs                                                            |
| 1979 | Flic ou voyou                                               | Georges Lautner                                 | Guió, diàlegs                                                            |
| 1979 | Les Égouts du paradis                                       | José Giovanni                                   | Diàlegs                                                                  |
| 1979 | La Fabuleuse histoire de Roland-Garros                      | Charles Gérard                                  | Guió                                                                     |
| 1979 | Le Guignolo                                                 | Georges Lautner                                 | Diàlegs                                                                  |
| 1979 | On a volé la cuisse de Jupiter                              | Philippe de Broca                               | Guió, diàlegs                                                            |
| 1980 | Le Coucou                                                   | Francesco Massaro                               | Diàlegs                                                                  |
| 1980 | L'Entourloupe                                               | Gérard Pirès                                    | Guió, diàlegs                                                            |
| 1980 | Pile ou face                                                | Robert Enrico                                   | Guió, diàlegs                                                            |
| 1981 | Le Professionnel                                            | Georges Lautner                                 | Diàlegs                                                                  |
| 1981 | Garde à vue                                                 | Claude Miller                                   | Diàlegs César al millor guió original o adaptació                        |
| 1981 | Est-ce bien raisonnable ?                                   | Georges Lautner                                 | Diàlegs                                                                  |
| 1982 | Espia, desperta't                                           | Yves Boisset                                    | Guió, diàlegs                                                            |
| 1983 | Mortelle randonnée                                          | Claude Miller                                   | Adaptació, diàlegs                                                       |
| 1983 | Le Marginal                                                 | Jacques Deray                                   | Diàlegs                                                                  |
| 1984 | Canicule                                                    | Yves Boisset                                    | Guió, diàlegs                                                            |
| 1984 | Les Morfalous                                               | Henri Verneuil                                  | Guió, diàlegs                                                            |
| 1985 | On ne meurt que deux fois                                   | Jacques Deray                                   | Adaptació, diàlegs Nominació − César al millor guió original o adaptació |
| 1985 | Casa de boges 3 (La cage aux folles 3, elles se marient)    | Georges Lautner                                 | Guió                                                                     |